# Musique basque
La musique basque est l'une des composantes essentielles de la culture basque. L'appellation « musique basque » est très vaste. La musique traditionnelle est liée en grande partie à la tradition orale, telle que les Bertsolaris, une poésie orale spontanée, parfois transmise pendant des générations. Cependant du côté instrumental, il y a des instruments variés et une tradition spécifique de la région qui n'est pas restée figée. La musique basque peut être divisée en deux composantes essentielles :
- la musique basque traditionnelle, typique du Pays basque, héritage d'une longue tradition musicale, propre au peuple basque ;
- la nouvelle musique basque (rock, guitare, etc.) et qui a connu un grand essor dans les années 1970, notamment à la fin du franquisme.

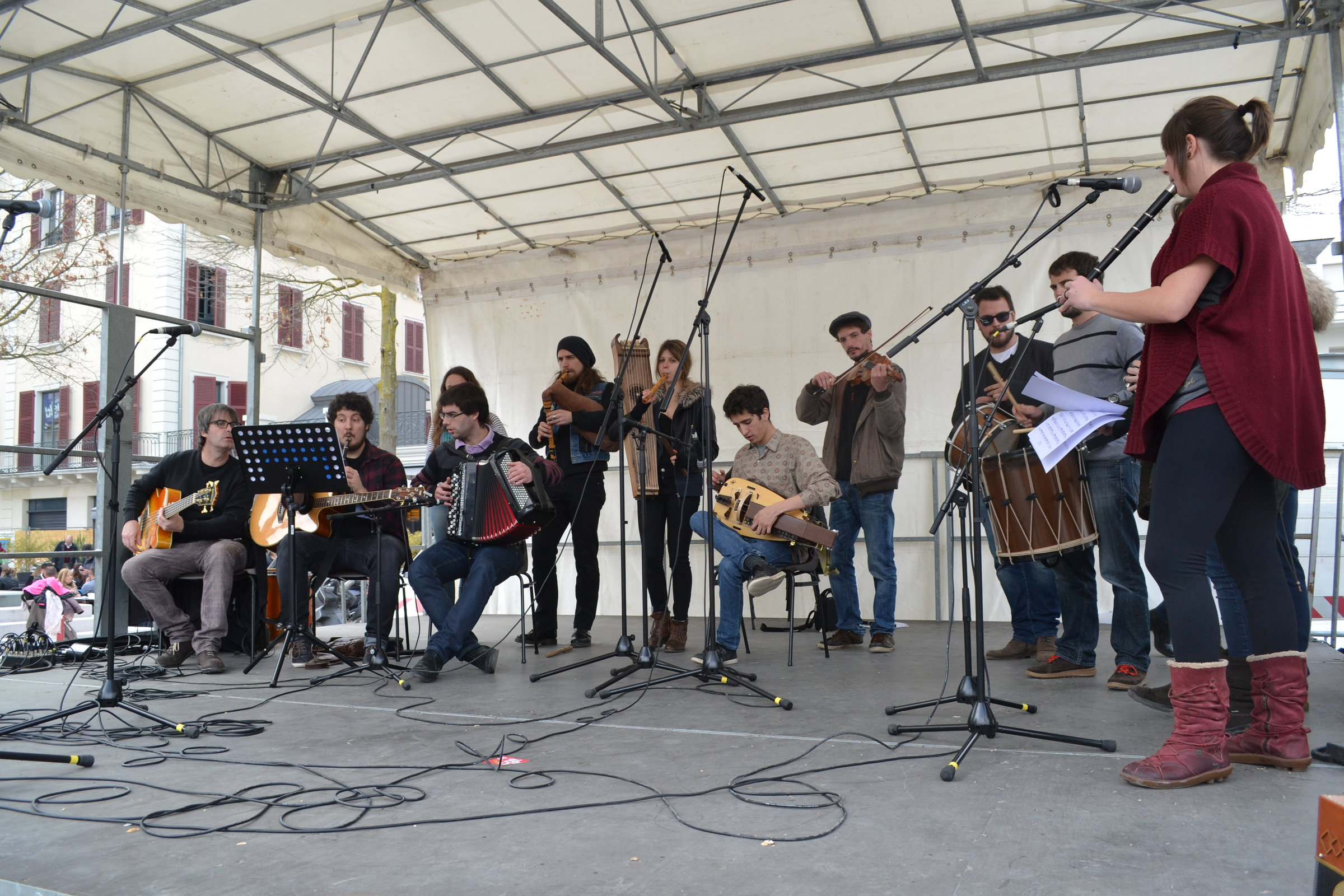
Élèves des écoles de musique de Pampelune et Pau

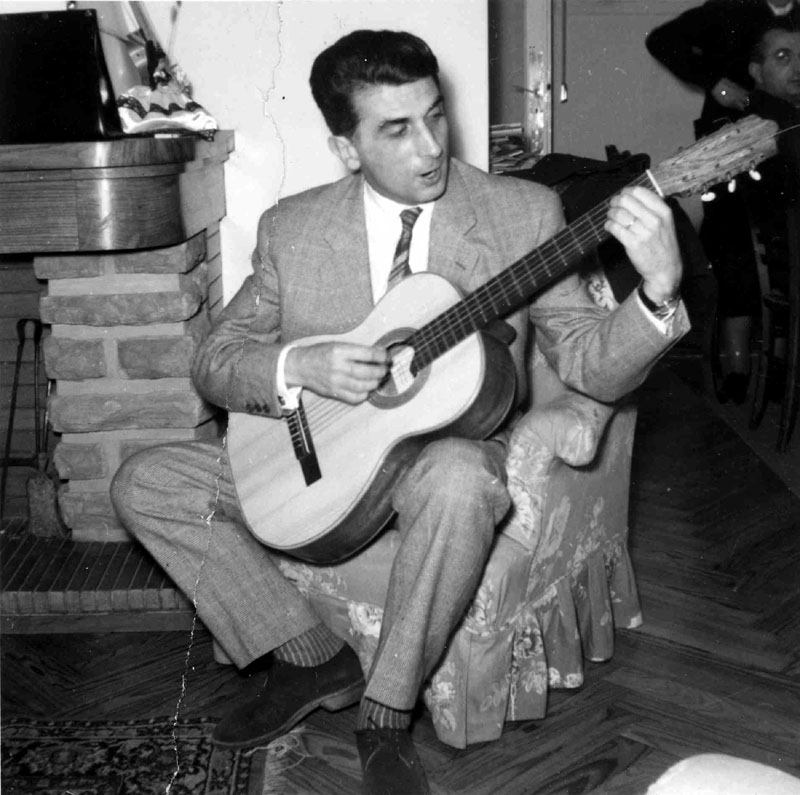
Michel Labéguerie, précurseur de la nouvelle musique basque

L'ouverture des frontières après les années 1980 a contribué à créer des liens et mis en avant les influences culturels et géographiques qui existent des deux côtés de la Bidassoa et des Pyrénées, notamment après la détente politique des années 2000. L'Eurocité basque est un exemple de cette tendance centrée sur la côte. La tradition musicale s'est réinventée pour affronter les défis culturels du présent, et montre désormais un grand dynamisme. 

## Musique traditionnelle

### Chants
De nombreux chants sont dédiés aux pêcheurs basques qui partaient plusieurs mois à l'autre bout du monde, notamment à la pêche au thon.
- Bertso
- Hegoak - titre original : Txoria txori
- Arrantzaleak
- Mendizaleak
- Guk euskaraz
- Bagare
- Vino Griego

### Trikiti
Le trikiti est l'accordéon diatonique spécifique du Pays basque, et c'est l'une des formes les plus populaires de la musique traditionnelle basque. Dans son usage, le trikiti est jumelé avec un pandero ou tambour basque.

## Instruments de musique
- Alboka
- Tambourin à cordes
- Trikitixa
- Txalaparta
- Txistu

## Musique actuelle
- Rock basque : Su ta gar; Ken 7; Itoiz; Urtz; Errobi, Kortatu, Negu Gorriak, Zea Mays, Willis Drummond.
- Metal basque : Koala; Berri txarrak
- Reggae basque : roots system
- Taré basque : bakar2013.
- Chant traditionnel : Anne-Marie Etchegoyen, Kepa Junkera.